# Jerzy Putrament
Jerzy Putrament (Minsk, 14 novembre 1910 – Varsavia, 23 giugno 1986) è stato uno scrittore e poeta polacco.

## Biografia
Jerzy Putrament è nato in una famiglia attiva nel patriottismo polacco. Essendo sua madre di origine russa, seguì la religione ortodossa.
Studiò lettere all'Università Etienne-Batory di Vilnius e nel 1929 era membro del movimento giovanile democratico nazionale di cui divenne vicepresidente. A metà degli anni Trenta cambiò completamente orientamento politico, avvicinandosi a posizioni comuniste, che lo portarono all'incarcerazione.
Nel 1941, di fronte all'attacco delle truppe tedesche, si recò a Mosca dove rimase fino alla liberazione di Vilnius, avvenuta nel 1944.
Il suo stile letterario fu sempre molto vicino al realismo socialista, sia nella poesia sia nella prosa, anche se soprattutto nelle liriche Putrament raggiunse livelli ragguardevoli, caratterizzandosi per la mancanza di retorica e la padronanza del linguaggio, oltre che per un grande impegno umano simbolicamente rappresentato dal forte dolore e dal sentimento di vendetta;le sue prose si distinsero per la freschezza delle immagini.
Tra le sue opere si possono menzionare Wojna i wiosna (Guerra e primavera, 1944), i racconti Swieta hula (Santa pallottola, 1946), incentrata sulla drammatica dominazione nazista e il romanzo ambientato in Lituania intitolato Rzeczywistoic (Realtà, 1947), basato anch'esso su tematiche d'attualità storiche.

## Opere

### Poesie
- 1934 – Wczoraj powrót;
- 1937 – Droga leśna;
- 1944 – Wojna i wiosna;
- 1951 – Wiersze wybrane;

### Prose
- 1936 – Struktura nowel Prusa;
- 1946 – Święta kulo;
- 1947 – Rzeczywistość;
- 1952 – Wrzesień;
- 1952 – Notatnik chiński;
- 1953 – Od Wołgi do Wisły;
- 1954 – Rozstaje;
- 1955 – Trzy powroty;
- 1956 – Notatki polemiczne;
- 1956 – Dwa łyki Ameryki;
- 1956 – Wakacje;
- 1957 – Wypadek w Krasnymstawie;
- 1957 – Trzynasty z Wesołka;
- 1958 – Strachy w Biesalu;
- 1959 – Kronika obyczajów;
- 1959 – Fiołki w Neapolu;
- 1961 – Arka Noego;
- 1961 – Arkadia;
- 1961 – Chińszczyzna;
- 1961 – Pół wieku, t. I;
- 1961 – Pół wieku, t. II;
- 1963 – Cztery strony świata;
- 1963 – Pasierbowie;
- 1964 – Odyniec;
- 1966 – Puszcza;
- 1967 – Małowierni;
- 1969 – Bołdyn.